# St. Bernhard (Steinach)

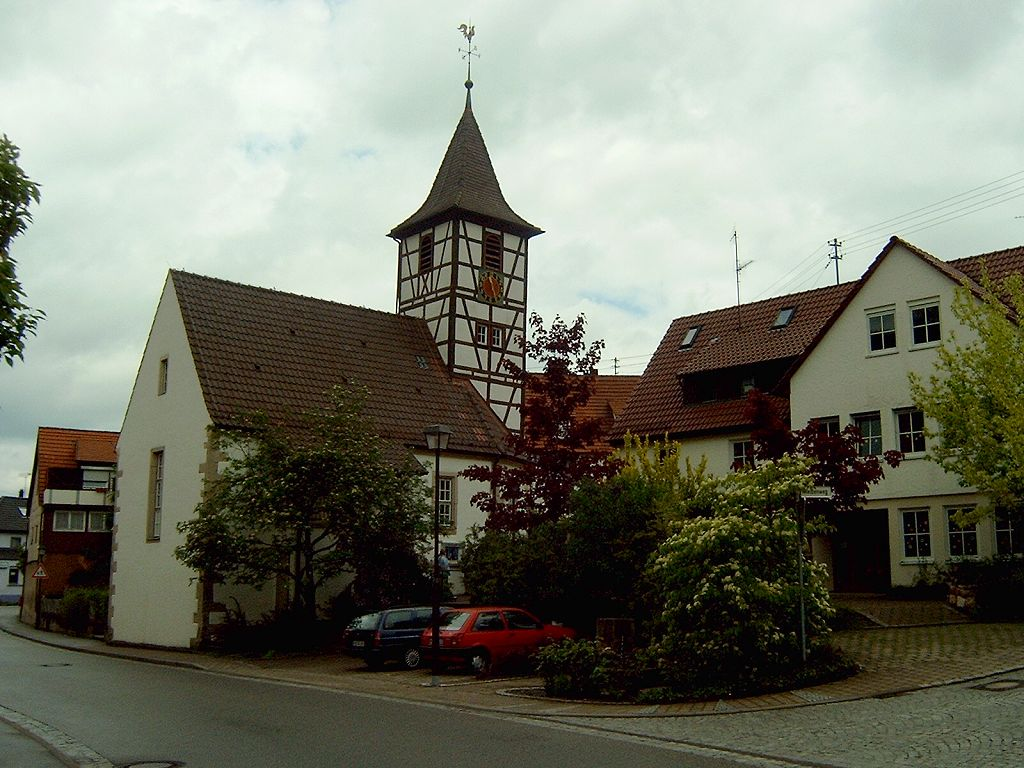
St. Bernhard in Steinach

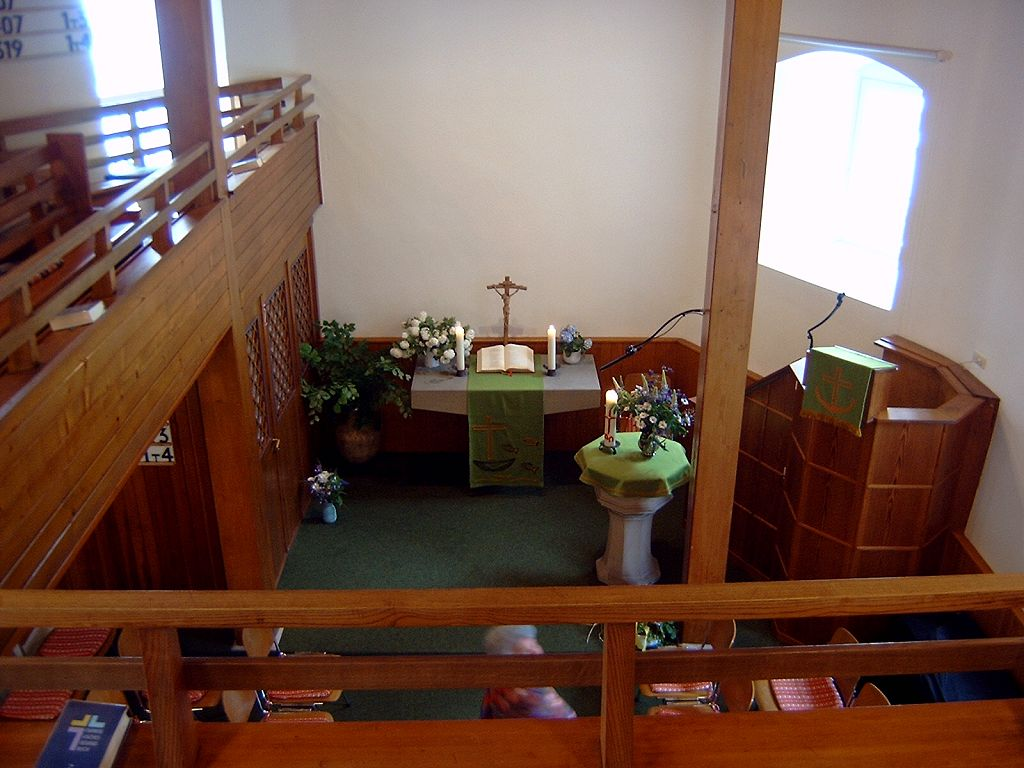
Innenansicht

Die evangelische Kirche St. Bernhard steht in Steinach, einem Ortsteil der Gemeinde Berglen im Rems-Murr-Kreis in Baden-Württemberg. Das Bauwerk ist beim Landesamt für Denkmalpflege Baden-Württemberg als Baudenkmal eingetragen. Die Kirche gehört zur Kirchengemeinde Berglen im Kirchenbezirk Waiblingen der Evangelischen Landeskirche in Württemberg.

## Beschreibung
Die spätgotische Kapelle besteht aus einem Langhaus mit dreiseitigem Abschluss im Osten, über dem sich ein Dachturm aus Holzfachwerk erhebt. Das mit einem Knickhelm bedeckte oberste Turmgeschoss enthält die Turmuhr und den Glockenstuhl. Auf der Südseite des Langhauses befindet sich eine Treppe, die zu den 1697 eingebauten Emporen führt.